# Stenowithius bayoni
Stenowithius bayoni es una especie de arácnido del orden Pseudoscorpionida de la familia Withiidae.

## Distribución geográfica
Se encuentra en África.